# Göteborg (stad)
Göteborg (/jœtə'bɔrj/ⓘ; Nederlandse benaming: Gothenburg of Gotenburg) is een stad in Zweden. Het is de hoofdplaats van de gemeente Göteborg. Het is ook de hoofdstad van de provincie Västra Götalands län in Zweden.
De plaats heeft 572.799 inwoners (2015) en een oppervlakte van 19.816 hectare. De stad is na Stockholm de grootste stad van Zweden en heeft de grootste haven van de Noordse landen.

## Geschiedenis
De stad is gesticht in 1621 door Gustaaf II Adolf van Zweden, nadat eerder in de delta van de Göta Älv gestichte steden steeds in de oorlogen tussen Denemarken, Zweden en Noorwegen verwoest waren. Het punt was van groot strategisch en economisch belang. De grens met Noorwegen lag een stuk zuidelijker, terwijl de zuidpunt van het huidige Zweden Deens was. Göteborg ligt aan het enige stuk kust dat het hele jaar door ijsvrij is.
De Zweedse koning riep voor de bouw en de organisatie van de stad de hulp in van Hollanders, Duitsers en Schotten. De Hollanders kregen een overwegende invloed en maakten het stadsplan. Ook werden de Hollanders in het stadsbestuur opgenomen. De Nederlandse taal was lange tijd officieel erkend naast het Zweeds. De tweede burgemeester sinds de aanstelling van het stadsbestuur was de Nederlander Jakob van Dijck.

## Demografie
Göteborg heeft een grote immigrantenbevolking, ongeveer 23% van de totale populatie. De voornaamste herkomstlanden zijn in volgorde van belangrijkheid: Somalië (0,7%), Finland, Irak, Polen, Noorwegen en Iran (0,5%); verder zijn er veel immigranten uit de landen die van het voormalig Joegoslavië deel uitmaakten. Deze bevolking is vooral geconcentreerd in de voorsteden in het noordoosten, Angered als bekendste. De mensen in deze wijken vertonen steeds meer tekenen van segregatie.
De gehele regio rond de stad wordt ook wel Stor-Göteborg (Groot-Göteborg) genoemd. Hier wonen ongeveer 930.000 mensen (2011).

## Economie

### Bedrijvigheid
Het huidige Göteborg is een grote en moderne havenstad met veel industrie. Tevens zit hier ook het hoofdkantoor van Volvo Car Corporation, en een belangrijke vestiging van het farmabedrijf AstraZeneca.

### Winkelen
Winkelen is mogelijk in het overdekte winkelcentrum Nordstan en de winkelstraten Östra Hamngatan, Västra Hamngatan, Kungsportsavenyn en omliggende winkelgebieden. Tegenover Kungsportsplatsen ligt de Saluhallen waar men voornamelijk delicatessen kan kopen. Bovendien zijn er in Haga veel winkels te vinden en kan men ook daar terecht voor delicatessen, namelijk de zogenaamde 'Hagabullen'.

## Cultuur

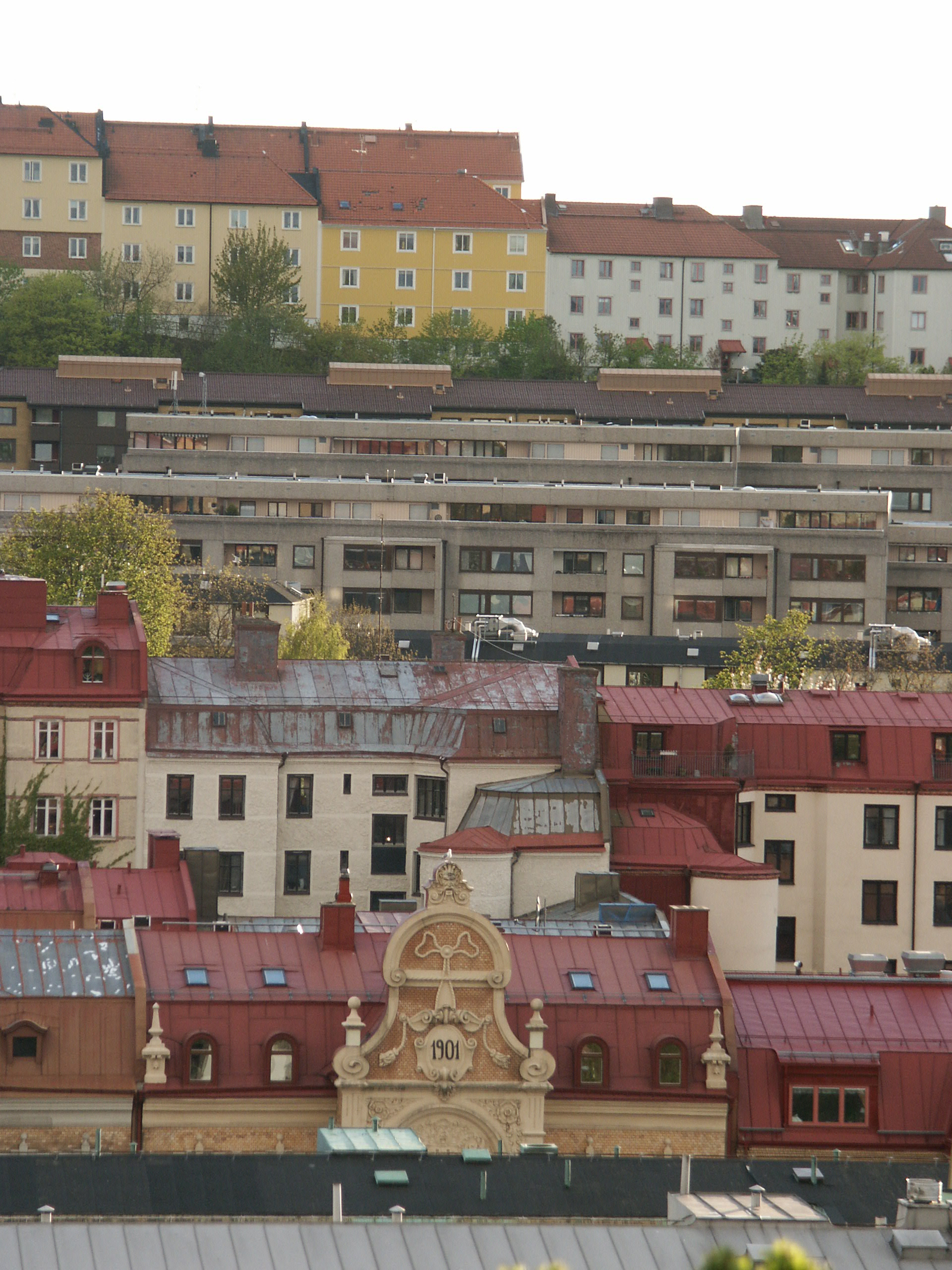
Verschillende lagen van woningbouwarchitectuur op de heuvel Masthugget

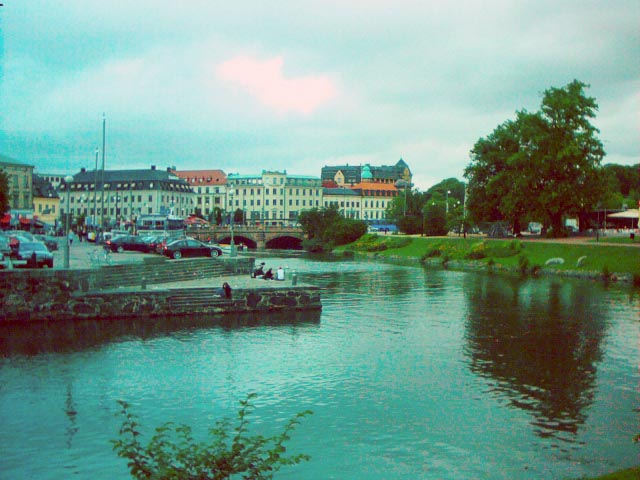
Vestingwal in Göteborg

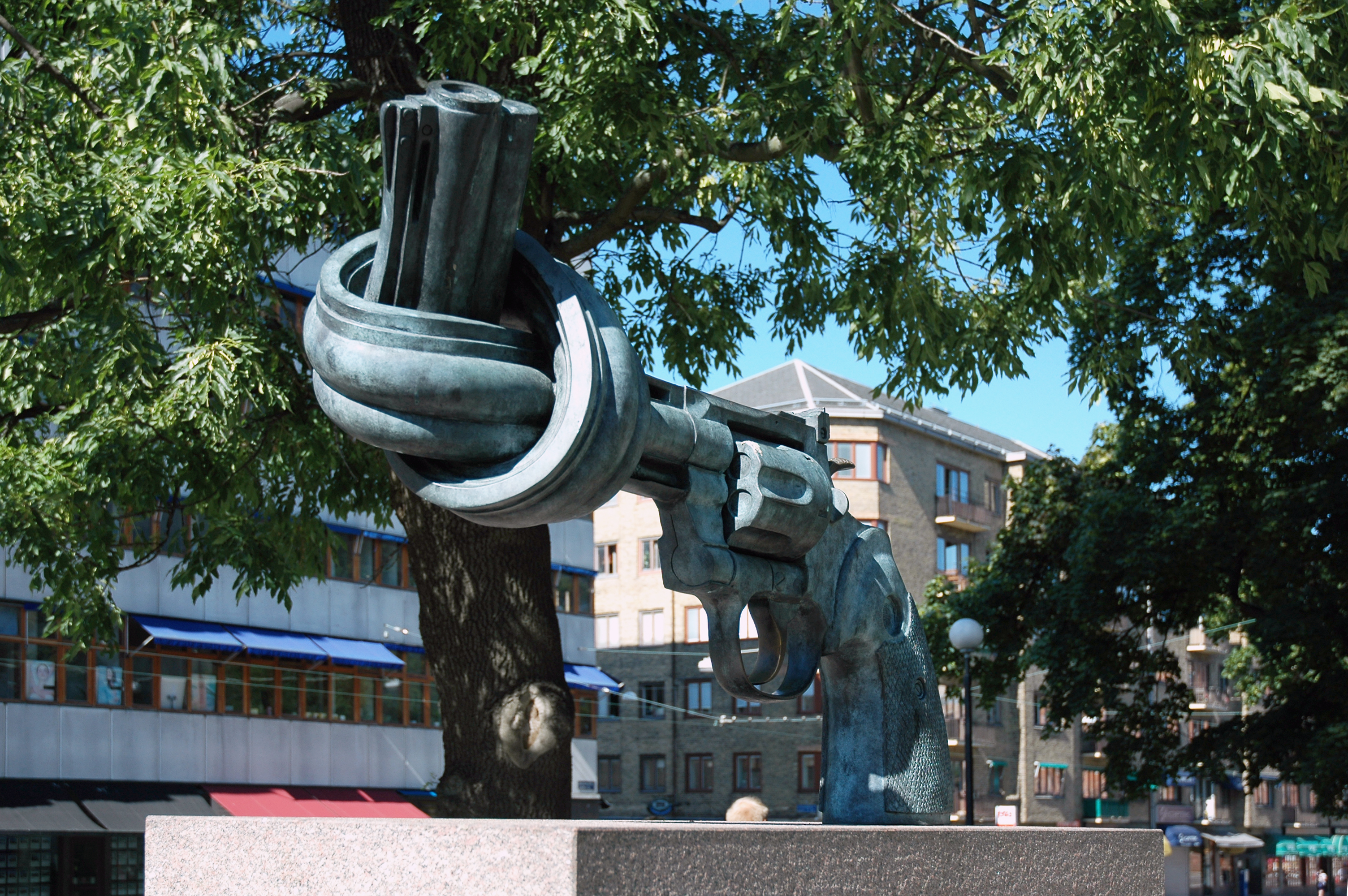
Kunstwerk tegen militarisme

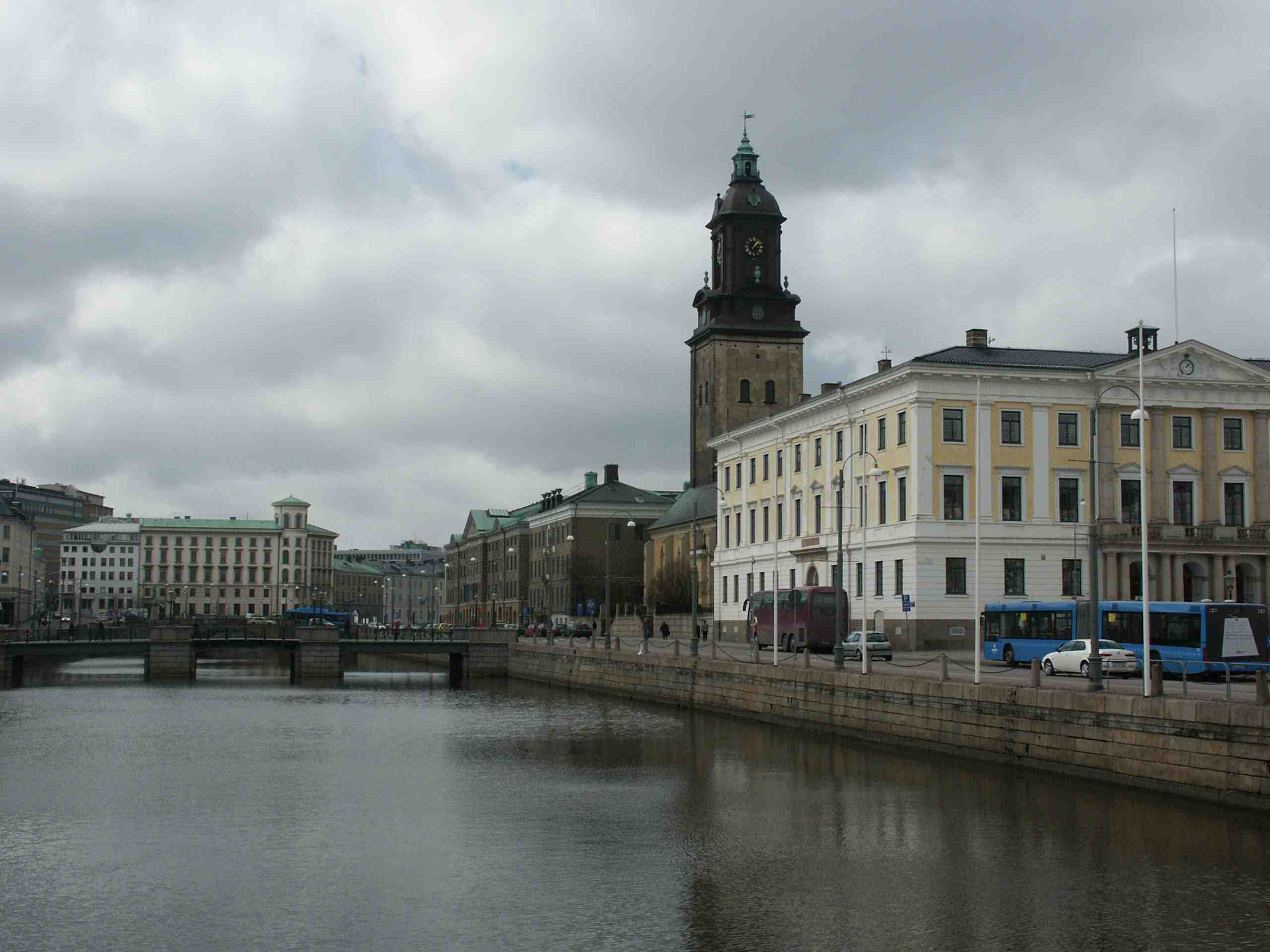
Brunnskanaal

### Bezienswaardigheden
- Diverse kerken:
  - Christinæ kyrka
  - Göteborgs Domkerk
  - Masthuggskyrkan
  - Örgryte gamla kyrka
- Synagoge van Göteborg
- Fiskhamnen, visafslag
- Saltholmen
- Ullevi, stadion
- Parken:
  - Trädgårdsföreningens park
  - Slottsskogen
  - Göteborgs botaniska trädgård
- Liseberg, amusementspark
- Kunstwerk tegen militarisme
- Karlatornet, het hoogte gebouw van Scandinavië

### Musea
- Diverse musea in Göteborg zijn:
  - Historiska museet
  - Göteborgs arkeologiska museum
  - Naturhistoriska museet
  - Sjöfartsmuseet (Het zeevaartsmuseum, maar ook zeeleven)
  - Maritiman (scheepvaartmuseum aan de Göta älv)
  - Göteborgs konsthall
  - Göteborgs konstmuseum (zeer groot kunstmuseum, aan Götaplatsen)
  - Röhsska museet (museum voor design en toegepaste kunst)
  - Museum of World Culture (Världskulturmuseet) (vrije entree)
  - Universeum Göteborg (natuur- en wetenschapsmuseum, ook geschikt voor kinderen)
  - Volvo museum (museum over het grootste Zweedse automerk)
  - Göteborgs Spårvägsmuseum (museum over de geschiedenis van de tram in Göteborg)
  - Medicinhistoriska museet (museum over de medische geschiedenis)
- Historische gebouwen en plaatsen:
  - Kronhuset
  - Gustav Adolfs torg
  - Feskekôrka
  - Slottsskogen
- Smetanakamer, over de componist Bedřich Smetana in het beursgebouw

### Uitgaansleven
Alcoholische drank is in Zweden duur door de hoge accijns. In de cafés zie je voornamelijk mensen van boven de dertig. Ten eerste omdat voor hen de alcohol beter betaalbaar is, maar ook omdat - vooral in het centrum - de minimum toegangsleeftijd over het algemeen boven de eenentwintig jaar ligt.

### Sport
IFK Göteborg is veelvoudig Zweeds landskampioen voetbal geweest. De club won in 1982 en 1987 de UEFA Cup. Örgryte IS en GAIS Göteborg zijn andere professionele voetbalclubs uit Göteborg en werden allebei meermaals kampioen van Zweden.
Göteborg was speelstad bij het WK Voetbal 1958 en het EK Voetbal 1992 met het stadion Ullevi. In 1992 werd de finale daar gespeeld en gewonnen door Denemarken. Een kleiner stadion dat gebruikt wordt voor voetbalwedstrijden in de Zweedse competitie is het Gamla Ullevi.
Göteborg was met Ullevi gastheer van de WK atletiek 1995 en de EK atletiek 2006. Sinds 1981 wordt jaarlijks de halve marathon van Göteborg (Zweeds: Göteborgsvarvet) gehouden. Met bijna 60.000 deelnemers in 2011 is dit de op een na grootste halve marathon ooit gehouden in de wereld. Van 1968 tot en met 1998 was de stad de startplaats van de Solastafette. Deze 250 kilometer lange estafetteloop voor studenten, liep naar finishplaats Karlstad.
Het multifunctionele Ullevi werd in een ver verleden ook gebruikt voor schaatswedstrijden. Er werd diverse malen om Europese - en wereldtitels geschaatst. Later vonden er nog internationale kampioenschappen plaats op de ijsbaan Ruddalens IP. In 2003 werd het WK Allround georganiseerd. 
Göteborg was in 1981 en 2002 speelstad bij het WK ijshockey.
In 2002 was de stad gastheer van het EK handbal (mannen), in 2003 vond het WK Allround langebaanschaatsen plaats in de stad (ijsbaan Ruddalen), en in 2006 de Europese kampioenschappen atletiek.
In 2010 was er van eind juli tot 8 augustus in de steden Göteborg en Borås het Wereldkampioenschap Masterzwemmen, dat vanuit de FINA elke twee jaar wordt georganiseerd.

### Evenementen
- Göteborgs kulturkalas is een groot festival, altijd rond de eerste of tweede week van augustus, duurt 6 dagen.
- Cortège is een optocht van chalmeristen op Walpurgis-avond (30 april). Zowel wagens met politieke statements als komische wagens rijden mee.
- Clandestino Festival, multicultureel muziekfestival met internationale acts uit alle werelddelen. Vindt jaarlijks plaats in juni.

## Vervoer

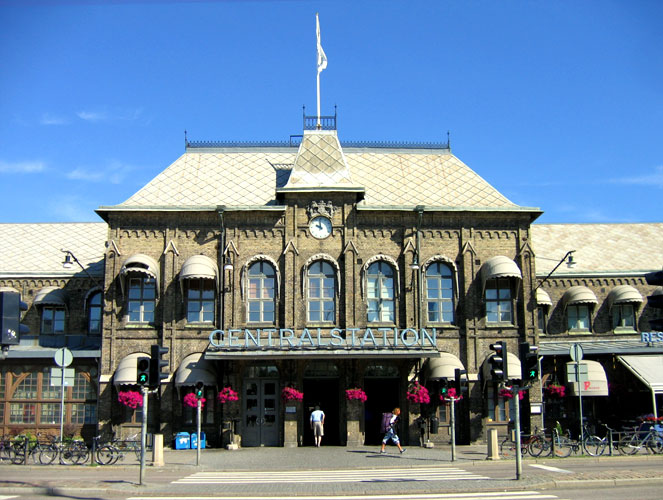
Het centraal station van Göteborg

Göteborg is per trein bereikbaar. Deze komen aan op het centraal station. De langeafstandsbussen komen op het Nils Ericson Terminalen aan. Het vervoer in de stad zelf gaat via de elektrische tram en bussen. Västtraffik is de maatschappij die de bussen, boten en trams in Göteborg exploiteert. Uit de kust staat op het eiland Vinga de bekende vuurtoren van Vinga.
Het hoofdvliegveld van Göteborg is Landvetter Airport. Dit ligt 20 km ten oosten van Göteborg aan de autosnelweg naar Borås. Het is na Arlanda Airport bij Stockholm het grootste vliegveld van Zweden. Tussen het vliegveld en het centrum van Göteborg is er een busverbinding met Flygbussarna ("De Vliegtuigbussen"). De KLM vliegt rechtstreeks van bijvoorbeeld Schiphol op Landvetter Airport. Het tweede vliegveld, Göteborg City Airport (Säve), werd voornamelijk gebruikt door goedkope luchtvaartmaatschappijen, maar is sinds januari 2015 niet actief in gebruik voor luchtverkeer behalve lichte (sport)vliegtuigen.
De E45 loopt dwars door de stad, langs de Göta älv. Bij de stad lopen de E6, E20, E45, Riksväg 27, Riksväg 40, Länsväg 155, Länsväg 158 en Länsväg 190.
Door haar ligging aan de monding van de Göta älv is de stad goed per boot bereikbaar. Zo heeft onder andere de Stena Line in het stadscentrum een terminal.

## Onderwijs

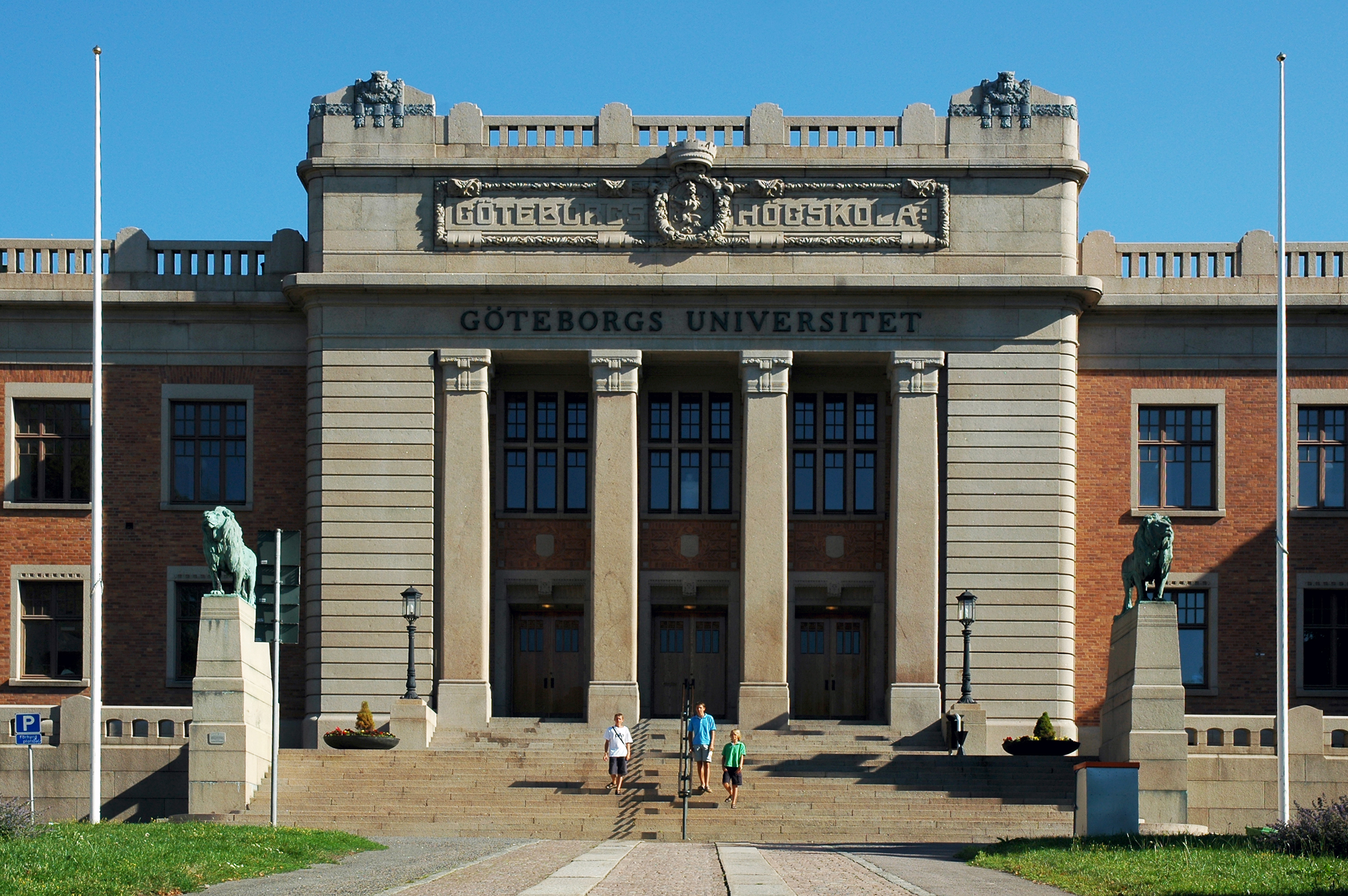
De Universiteit van Göteborg

De Universiteit van Göteborg is met 60.000 studenten de grootste universiteit van Zweden en heel Scandinavië. De stad heeft ook een technische universiteit, de Technische Universiteit Chalmers.

## Stedenbanden
- Aarhus, (Denemarken)
- Badalona (Spanje)
- Bergen (Noorwegen)
- Chicago (Verenigde Staten)
- Krakau (Polen)
- Oslo (Noorwegen)
- Port Elizabeth (Zuid-Afrika)
- Rostock (Duitsland)
- Sint-Petersburg (Rusland)
- Tallinn (Estland)
- Turku, (Finland)

## Bekende personen uit Göteborg

### Bands uit Göteborg
- Ace of Base
- Amaranthe
- At The Gates
- Avatar
- Bubbles
- Dark Tranquillity
- Dead by April
- Graveyard
- HammerFall
- In Flames
- Love is All
- Monolord
- West of Eden

De Engelstalige Wikipedia-pagina List of bands from Gothenburg vormt een completer overzicht. 